# Diocèse de Villarrica del Espíritu Santo
Le diocèse de Villarrica del Espíritu Santo (en latin : Dioecesis Villaricensis Spiritus Sancti) ; en espagnol : Diócesis de Villarrica del Espíritu Santo) est un diocèse de l'Église catholique du Paraguay suffragant de l'archidiocèse d'Asuncion.

## Territoire

Diocèse de Villarrica

Il comprend les départements de Caazapá et de Guairá ce qui correspond a un territoire de 13 342 km divisé en 38 paroisses. Le siège épiscopal est dans la ville de Villarrica où se trouve la cathédrale de sainte Claire.

## Histoire
Le diocèse de Villarrica del Espíritu Santo est érigé le 1er mai 1929 par la constitution apostolique Universi Dominici du pape Pie XI en prenant sur le territoire du diocèse d'Asunción, qui est élevé le même jour au rang d'archidiocèse métropolitain avec Villarrica comme suffragant.
Il cède du territoire à plusieurs reprises pour la création de nouvelles juridictions ecclésiastiques : le 19 janvier 1957 pour le diocèse de San Juan Bautista de las Misiones; le 21 février 1957 pour la prélature territoriale d'Encarnación e Alto Paraná (aujourd'hui diocèse d'Encarnación); le 10 septembre 1961 pour la prélature territoriale de Coronel Oviedo (aujourd'hui diocèse de Coronel Oviedo)et le 5 juin 1978 pour le diocèse de Carapeguá.
Il prend son nom actuel le 13 janvier 1990, avec l'ajout « del Espíritu Santo » en vertu du décret Apostolicis de la congrégation pour les évêques.

## Évêques
- Augustin Rodríguez (19 octobre 1931 - 7 décembre 1965) nommé à l'ordinariat militaire du Paraguay
- Felipe Santiago Benítez Ávalos (4 décembre 1965 - 20 mai 1989) nommé archevêque d'Asuncion
- Sebelio Peralta Álvarez (19 avril 1990 - 27 décembre 2008) nommé évêque de San Lorenzo
- Ricardo Jorge Valenzuela Ríos (25 juin 2010 - 29 juin 2017) nommé évêque de Caacupé
- Adalberto Martínez Flores (23 juin 2018 - 17 février 2022) nommé archevêque d'Asuncion
  - sede vacante (2022-2024)
- Miguel Ángel Cabello Almada, depuis le 5 décembre 2024